# تلك العتمة الباهرة
تلك العتمة الباهرة هي رواية من أدب السجون، من تأليف الكاتب الفرنكفوني المغربي طاهر بن جلون، أحداث الرواية مستلهمة من شهادة عزيز بنبين، أحد المعتقلين السابقين في معتقل تزمامارت. أصدرها باللغة الفرنسية أواخر سنة 2000 وفازت بجائزة إمباك الأدبية.

## الشخصيات
عزيز بنبين هو الشخصية المستلهمة في الرواية، المولود بمدينة مراكش سنة 1946، جمع تعليمه بين المدرسة الفرنسية الحديثة والمدينة العتيقة في مراكش، وبين صرامة الأدب الحديث ومتخيَّل الحكاية الشرقية. أمضى عشرين سنة رهينَ السجن، منها ثمانية عشرَ في معتقل تازمامَّارت.

## قصة الرواية
تروي الرواية الأحداث الواقعية، على لسان السجين عزيز، مأساة مجموعة من العسكريين الذين تورطو أو اتهموا بتنفيذ محاولة انقلاب الصّخيرات على الملك الحسن الثاني في عام 1971. قام أحد القادة العسكريين الكبار باقتيادهم نحو قصر الصُّخَيْرات الملكي، رغم أن المعلومة التي خرجوا من أجلها كانت من أجل المشاركة في مناورة عسكرية فقط، وكان ذلك في 10 يوليو 1971. عزيز لم يطلق رصاصة واحدة في العملية لانه كان مأموراً ولم يكن يفهم شيئا عن ما يحدث ولأن والده كان صديق الملك الشخصي، حيث كان من بلاطه، مهمته الترفيه عنه ومجالسته. أنكره والده فيما بعد وتبرأ منه ولم يسع إلى إطلاق سراحه وطلب من الملك أن لا يؤاخذه بسيئات ابنه. فعزيز كان واقعاً تحت هول الصدمة وهو في القصر والجثث تتناثر من حوله وهو في حيرة لو قدر عليه أن يقتل: هل يقتل الملك أم والده الذي طلق امه وأهمله وتنكر له حتى ظروفه الصعبة.

### دخول السجن
تمّ القبض على مُخطّطي ومُنفّذي هذه المحاولة الانقلابية، ثمّ أودعوا في إحدى السّجون ومن ثمّ تمّ نقلهم إلى سجن تازمامارت. يقع تازمامارت على أطراف الصّحراء الشّرقية المغربيّة. وتم فتحه للمعتقلين في أغسطس 1973. وهو مدفون في الرمل كما يصفه الراوي:
" كان القبر زنزانة يبلغ طولها ثلاثة امتار وعرضها متر ونصف أما سقفها فوطئ جداً يتراوح ارتفاعه بين مائة وخمسين ومائة وستين سنتيمترات. ولم يكن بامكاني ان اقف فيها..."
في الجناح ب كان هناك ثلاثة وعشرين سجينا، كل واحد منهم وضع في زنزانة خاصة بهِ، وكانت عبارة عن حُفر ضيقة ورطبة ومُظلمة، طولها ثلاثة أمتار وعرضها المتر ونصف المتر، فيها يتبولون ويتبرزون ويأكلون ويشربون ويقضون اليوم كله، في مكان لا يرون فيه إلا الظلام ولا يسمعون فيه إلا خشخشة الحشرات والعقارب السامة، ولم يكونوا يشعرون بنور الشمس والسماء والهواء الطلق إلا بعد فترات متقطعة، وهي عندما يخرجون لدفن من يموت منهم.

### العقارب والبرد
تروي أحد المشاهد الحزينة ما تعرض له عزيز وهو في حالة ضعف جسدي، وهي لحظة عندما لدغته مجموعة من العقارب التي وصلت إلى حفرته وأخذت تسير على جسده وهو لا يستطيع أن يفعل شيئاً، وكيف استطاع بشكل درامي أن يطرد من جوفه سمّ العقارب الذي كان أن يقتله في حفرته بسبب مكيدة أعدّها لها السجانون:

لا تعودوا إلى النوم. لاتعودوا إلى النوم يا إخوتي. انتبهوا. نحن في فصل الصيف، في يوم الثالث من يوليو 1978 إنها الخامسة وست وثلاثون دقيقة. انه ميقات العقارب. انتبهوا جيداً. لقد وصلت العقارب. إني اشعر بوجودها. إني اسمعها. بعد البرد القارس والرطوبة جاء الصيف. صيف العقارب. يجب ان نرص صفوفنا. لقد كادت آلتي تتعطل لأني شعرت بوجود غريب في زنزانتي، لا ليسوا الجن. لا. انهم قتلة انها حشرات صغيرة تلدغ وتنفث سمومها...
الوجع يمنحني صفاءً غير معتاد. أتألم ولكني أعلم ما الذي ينبغي فعله لكي تتوقف هذه المكيدة. يجب أن أتقّيأ، أن أستفرغ كل هذه المِرّة التي تنصبُّ على أعضائي كلها، ولكي أفعل ينبغي أن أُدخل أصابعي في فمي وأن أضغط على حلقي وأن أُخرج كل شيء. عندما يكون واحدنا في صحة جيدة تبدو مثل هذه العملية لعبة أطفال. ولكن حين يكون الجسم موجوعاً حتى التصلُّب تصبح كل حركة شاقة. أجلس مُتكئاً بظهري على الحائط، ذراعي اليمنى مشلولة، ملتصقة بالحائط، كأنها مثبته إليه بكُلاّبات. يجب أن أنزعها متمهلاً وأرفعها بحركة مُدرّكة إلى فمي. إنه أمرٌ يسير إذا قلته، لكنه من سابع المستحيلات إذا حاولته. أُركّز وعيي ولا أفكّر إلا في الذّراع، كل جسدي أصبح الآن موجوداً في تلك الذّراع. إنّي ذراع جالسة على الأرض ويجب أن أدفع بكل ما أُتيت من قوة لكي أنهض. وإذ أُحدق فيها، أتمكن من نسيان طعم المِرّ في فمي، وألاّ أشعر إلا بأوجاع خفيفة في المفاصل. أتحسس الألم، أشعر به مبتعداً من دون أن يزول. أُحني رأسي لكي أُدنيه من يدي. تصعد المِرّة فيّ حتى أكاد أشعُر بالاختناق. أسارع إلى رفع رأسي وأصدمه بالجدار، ثم أثبته جيداً وأُغيّر خطتي: اليد هي التي ترتفع إلى الفم وليس العكس، تستغرق العملية ساعات، أستخدم ذراعي الأخرى كسندٍ لي، أتصبب عرقاً من كل مسامِ جسمي، قطراتٌ منه تنزُّ على يدي، المهم ألا أتحرك، وألا أُفكر في أي شيءٍ آخر سوى أن أرفع يدي، أتخيل رافعةً ضئيلةَ الحجم تهبط من السّطح وتلتقط يدي ثم ترفعها بدقةٍ بالغة إلى فمي، أنظر إلى السقف، لا أرى شيئاً، ففي الظلام لا أتمكن طبعاً من الإبصار لكني على الأقل أُخمّن الأشياء. فقد الزمن معناه، أراه متمادياً بإفراط وشاغله الأوحد أن يشُل ذراعيّ ويديّ، وعندما أتمكن بعد ساعاتٍ عديدة من إدخال فمي في يدي، أتوقف قليلاً لكيّ أتمتع بانتصاري التافه، ثم أضغط على اللسان، لكن المِرّة لا تخرج على الفور، وحين يُبلل الدفقُ الأول يديّ ورجليّ والأرضية، تسري بي رعدة الارتياح، أضغطُ مجدداً وأستفرغُ بقوّة أكبر، لقد أصبحتُ ينبوع مِرّة. أشعر بِحكاكٍ في حَلْقي وأُحِسُّ بعينيّ جاحظتين والدّموع منهمرةً على خَدّي، فما عاد في داخلي ذاك السّمّ الذي ألهب بُلعومي.
وجود المعتقل على منحدر جبال الأطلس في علو يبلغ حوالي 2000 متر ينزل على السجناء ببرد قارس كانوا يقاومونه بعدم النوم وممارسة التسخينات البدنية في جوف الليل كي لا يتجمدوا.

### المرض
حاول الراوي أن يتحكم في ألمه بعد أن أصيب إبهامه الأيسر. فلجأ إلى ممارسة اليوغا التي التقطتها بطريق الصدفة من الكتب التي قيض له أن قرأها في حريته. تمكن له أن يصل إلى تحكم نسبي، لكنه مكنه من أن يركز اهتمامه على شيء آخر غير الألم، وكانت النتيجة مقنعة أو تكاد حسب وصفه.
داوم على هذه العملية مدة شهرين. وطلب من الحراس في غير يقين أن يأتوه ببصلة نيئة. لأستعملتها كلزقة، لتمتص القيح وسواه من الأدران التي كانت تلوث أصبعه. لكونها مطهر ناجع. لكن الحراس رفضوا وسخروا منه. فانفقأ الجرح، وخرجت منه كمية هائلة من القيح والدم.
بعد أن اختفى الألم، استمر الصراع؛ فقد بات يتعين عليه حينها يحتاط من الخمَج، فتذكر أن اللعاب والبول مانعان للعفونة. فجعلت بيدي السليمة أنظف الخرق التي اتخذتها ضمادات بمجرد القليل من الماء، المشكوك في صحته والمريب هو الآخر. فكانت تأتي عليه سوْرات من الحمى، تبلغ به، أحياناً، إلى الهذيان. فيغمرنه العرق.
كان الجرح يدلق في كل يوم مقادير كبيرة من القيح والسائل، وحسب وصف الراوي، كأن جميع الهوام المكدسة في ذلك المأوى للمحتضرين كانت تخرج من إبهامه. ثم غير جلده كلياً، فانسلخ، ثم بدأ يعود إلى حاله. ثم إذا الظفر قد بدأ هو الآخر ينمو، فتياً، ونقياً وناعماً. حتى إذا تم له التكون من جديد، تصلب ليتخذ شكله الأصلي.

### موت السجناء
في الفصل الثامن ينقلنا الكاتب لوصف حال بعض المساجين الذين يفتقدون أبسط متع الحياة، كالطعام الصالح للأكل مثلاً، ويبدأ عزيز في محاولة الحديث عن معاناتهم مع تلك المواد المفترض أكلها، التعابير المقززة هي التي سيطرت على هذا الجزء.

يموت لعربي، بعد شهر من الإضراب عن الطعام، وهو أحد السجناء الذي اصابه الجنون،

خلال شهر باكمله ظل انينه الخافتُ مسموعاً: اريد ان اموت. لم يبطيء الموت في قدومه.؟ من يؤخر مجيئه. ويمنع نزوله إلي. وانسلاله من تحت باب زنزانتي.؟ انه ذو الشاربين الحارس الجلف  يقطع طريقه. كم هو صعب ان نموت حين نريد الموت.! فالموت لا يبالي بي. لكن دعوه يمر. احسنوا وفادته، فهذه المرة سوف يأخذني أنا. سوف يحررني. انتبهوا جيداً. لا تعيقوا حركته. إني أراه. لقد استجاب لدعائي اخيراً. وداعاً ايها التلاميذ الضباط.
قبض روح حميد بعد أن ضرب رأسه عدة مرات، وتواصل العذاب الذي عاشه هؤلاء المساجين من قبل الضباط حتى في مسألة الدفن، لكن رغم ذلك فموت وانتحار أي سجين كان فرصة لرفاقه كي يرو ضوء الشمس ويستنشقوا هواء طلق، يقول عزبز عندما أخرجوهم لدفن رفيقهم:
"طوال ساعة أو أقل، أبقيت عيني مفتوحتين، وفمي فاغراً، لكي أتجرع ما أمكن من الضوء، لكي أستنشق الضياء وأختزله في داخلي، وأحفظه ملاذاّ لي فأستذكره كلما أطبقت العتمة ثقيلة فوق جفني، ابقيت جذعي عارياً لكي يتشبع جلدي بالضوء ويختزنه كأثمن ما يقتنى"
السجين بوراس، الرجل القوي الجبلي المتين البنية، مات من الإمساك، لأنه لم يستطع إخراج برازه. تراكم البراز يوماً بعد يوم حتى صار صلباً كالاسمنت، ولم يكن يتجرأ على البوح بما يعاني. فامتنع عن تناول الطعام ظنا منه انه بذلك يتخلص من كل ما راكمته معدته. إلى أن فاق الأمر قدرته على الاحتمال. فراح يئن ويضرب الجدار بقدميه، فسخر منه الحراس ولم يقدموا له أي مساعدة، فتحرك رفاقه ورمو له قطعة خشبية كي يحرك أمعائه، فشق شرجه لأنه حرك قطعة الخشب بشدة، وراح ينزف لكنه لم يتخلص من برازه، فأغمي عليه وتوفي في يوم غد. تساقط الواحد بعد الآخر، كانوا 28 لم يبق منهم الا أربعة في النهاية قبل أن يأتي خلاص السجناء. في هذا الفصل يزداد بطل الرواية ايماناً بالله، ويفكر في طرد كل الكراهية من نفسه.

### التواصل مع الخارج
تسرب خبر السجن والممارسات اللاإنسانية فيه إلىمنظمة حقوق الإنسان في فرنسا في حين كانت السلطات المغربية تنفي طيلة تلك المدة وجود معتقل بهذا الاسم فوق أراضيها. وإثر الضغوط الدولية إضطرت السلطات المغربية إلى إطلاق سراح ما تبقى من السجناء ومن ثم ردم السجن وإنشاء حديقة فوق أرضه تخفي تماما معالم الجرائم اللاإنسانية التي كانت تتم داخله.

### الخروج
عندما أفرج عنه، تم نقله إلى مصحة للنقاهة ريتما تزول عنه آثار الجروح والضعف، رأى عزيز وجهه في المرآة في غرفة طبيب الأسنان العسكري بعد خروجه من المعتقل، حيث لم يكن قبلها قد شاهد ملامح وجهه منذ ثماني عشرة سنة، وكيف كان يصف تلك اللحظات المرعبة التي أخذ فيها يُحدقُ في تجاعيد وجهه وعينيه الجاحظتين وملامحه.

## انتقادات
أصدر منتدى الحقيقة والإنصاف بباريس بيانا يدين فيه الطاهر بن جلون على سكوته إبان فترة التعذيب الذي تعرض له المختطفون أيام الاعتقال في مرحلة سنوات الجمر (المغرب).

## جوائز
حصلت النسخة الإنجليزية من الرواية على جائزة دبلن للأدب «إمباك» العالمية سنة 2004.